# Мирољуб Манојловић
Др Мирољуб Манојловић (Жабари, 1948) српски је доктор историјских наука, хроничар Пожаревца и Браничевског округа.

## Биографија
Рођен је у Жабарима, засеоку Г. Ливадици 19. јуна 1948. године, од оца Николе и мајке Милице. У Жабарима је завршио Основну школу, а Учитељску школу у Пожаревцу. Извесно време радио је као учитељ у Кочетину и истовремено студирао на Филозофском факултету Универзитета у Београду, на групи опште и националне историје.
По завршетку студија радио је као професор у Гимназији у Петровцу на Млави и Гимназији у Баточини, потом у Медицинској и Пољопривредној школи у Пожаревцу. Краће време радио је као библиотекар у Народној библиотеци у Пожаревцу. Током рада у школама завршио је и Факултет политичких наука у Београду и истовремено студирао на постдипломским студијама на Правном факултету у Београду. Магистрирао је и докторирао на Филозофском факултету Београдског универзитета.
Био је директор Народног музеја у Пожаревцу скоро две деценије. Покренуо је издавање часописа VIMINACIVM и у њему био, до 15. броја главни и одговорни уредник.
Учествовао је на стручним и научним симпозијумима код нас и у иностранству (Грчка) и имао више реферата. Стални је сарадник Српског биографског речника (личности) у издању Матице српске, и Енциклопедије српске Српске академије наука и уметности. Написао је и сценарије за документарне филмове: 185 година Окружног суда у Пожаревцу, Народни музеј Пожаревац, Поетика мале вароши (Жабари), аутор је и више музејских изложби. Живи и ствара у Пожаревцу. Служи се француским, италијанским, енглеским и грчким језиком.

### Као аутор
- Жабари,
- Браничевски алманах,
- Александровац,
- Синдикални покрет Пожаревца 1870—2000,
- Пожаревац од турске касабе до српске вароши 1804—1858,
- Град Пожаревац - 170 година локалне управе и самоуправе,
- Значајни Пожаревљани,
- 125 година ОШ „Вук Караџић” у Пожаревцу,
- Пожаревац окружна варош 1858—1918,
- Пожаревац у међуратном времену: 1918—1941.[3]

### Као коаутор
- Народна библиотека у Пожаревцу,
- Народни музеј Пожаревац,
- Окружно здање,
- Пољопривредна школа у Пожаревцу,
- Музичка школа у Пожаревцу,
- Основна школа „Краљ Александар” у Пожаревцу,
- Педесет година Галерије Милене Павловић-Барили у Пожаревцу,
- Пожаревачка гимназија 1862—2012,
- Србија и Браничево у Великом рату 1914—1918.

Приредио је две збирке архивских докумената из Архива Србије и то: Двор и породица књаза Милоша у Пожаревцу 1815—1839, и Нахијски суд у Пожаревцу 1821—1839.
Приредио је за штампу и књигу Михаила Душманића Робство и слобода, Кнез Милош и Пожаревац, Медицинска школа у Пожаревцу 1947—2017, 
У нашим и страним научним и стручним часописима објавио је више десетина радова (VIMINACIVM, Браничево, Историјски часопис, Летопис Матице српске, BALCANICA), као и у листовима: Реч народа, Грађанин, Политика, Браничево–Данас и другима.

## Награде и признања
За свој рад и допринос Манокловић је добио многа признања као што су она највиша: Награде и Октобарске повеље Града Пожаревца и  Октобарске награде Општине Жабари.